# Кызылжулдыз (Катон-Карагайский район)
Кызылжулдыз (каз. Қызылжұлдыз) — село в Катон-Карагайском районе Восточно-Казахстанской области Казахстана. Входит в состав Аккайнарского сельского округа. Код КАТО — 635465300.

## Население
В 1999 году население села составляло 530 человек (268 мужчин и 262 женщины). По данным переписи 2009 года, в селе проживало 346 человек (180 мужчин и 166 женщин).